# 熊元鍠
熊元鍠（？—？），字文叔，江西省南昌县人，中华民国政治人物。

## 生平
熊元鍠是南昌县冈上乡月池村的熊氏家族成员，该家族又称“月池熊氏”。熊元锽曾任城自治会名誉董事，长期担任江西省总商会协理，并且在南浔铁路的路政中起着重要作用。
1918年，熊元鍠当选中华民国第二届国会参议员。1920年，第二届国会解散。